# Drachenbronn-Birlenbach
Drachenbronn-Birlenbach là một xã trong tỉnh Bas-Rhin, thuộc vùng Grand Est của nước Pháp, có dân số là 862 người (thời điểm 1999).

## Thông tin nhân khẩu
| 1962 | 1968  | 1975 | 1982 | 1990 | 1999 |
| ---- | ----- | ---- | ---- | ---- | ---- |
| 957  | 1.081 | 754  | 859  | 870  | 862  |